# Ryszard Bożek
Ryszard Bożek (ur. 19 maja 1963 w Dobieszynie) – redemptorysta, od 5 lutego 2008 roku do 19 stycznia 2011 roku przełożony tego zgromadzenia. Specjalista w zakresie liturgiki oraz rekolekcjonista.

## Życiorys
Ryszard  Bożek urodził się 19 maja 1963 roku w Dobieszynie, czyli dawnej parafii Jedlicze (dziś Dobieszyn) w archidiecezji przemyskiej. Skończył Liceum Ogólnokształcące im. Marii Konopnickiej w Jedliczu. Po maturze w 1982 roku wstąpił do Zgromadzenia Redemptorystów.
Święcenia kapłańskie otrzymał w 1989 roku z rąk abp. Jerzego Ablewicza. Przez pierwszy rok  pracował w Krakowie na Podgórzu. Tam odbył staż przygotowawczy do pracy misyjno-rekolekcyjnej. Później w latach 1990–1994 odbył studia z liturgiki na Anzelmianum u benedyktynów w Rzymie. Obronił doktorat z liturgiki pt. Ordo celebrandi matrimonium (Przebieg aktu zawarcia małżeństwa).
W latach 1994–1996 był prefektem studentów ze Zgromadzenia Redemptorystów w Bussolengo w północnych Włoszech. Równocześnie wykładał w Instytucie Teologicznym św. Zenona w Weronie.
Od jesieni 1996 roku do 2002 roku był rektorem w seminarium duchownym redemptorystów w Tuchowie.Prowadzi rekolekcje dla księży i sióstr zakonnych w różnych zgromadzeniach na terenie całej Polski oraz rekolekcje i misje parafialne.
Jesienią 2007 roku został wybrany na prowincjała Warszawskiej Prowincji Redemptorystów. Urząd objął 5 lutego 2008 roku po o. Zdzisławie Klafce. Podczas kadencji prowincjalnej zlikwidował osobną wspólnotę domową ojców pracujących w Radiu Maryja i Telewizji Trwam przyłączając ich do mieszkańców klasztoru na toruńskich Bielanach przy kościele na ulicy św. Józefa. Zapowiedział, że nie będzie ubiegał się o sprawowanie tej funkcji przez następną kadencję. 20 stycznia 2011  o. Ryszarda Bożka zastąpił o. Janusz Sok.
W latach 2011-2023 mieszkał w klasztorze w Tuchowie, gdzie między 2011 a 2015 pełnił funkcję przełożonego wspólnoty domowej. Z przerwami od 1996 do 2023 był także wykładowcą liturgiki w tamtejszym seminarium. Od 2023 roku przynależy do wspólnoty zakonnej w Lubaszowej. W 2024 roku został tam przełożonym domu zakonnego i sąsiadującego z nim domu rekolekcyjnego „Góra Tabor".
Od 1 czerwca 2020 w serwisie YouTube na kanale ForWorld stworzonym przez redemptorystów publikowane były raz w tygodniu jego krótkie katechezy w cyklu Źródło i szczyt, w których omawiał poszczególne części mszy oraz miejsca i przedmioty istotne przy jej sprawowaniu w kościele. Ostatni odcinek z serii ukazał się 31 lipca tego samego roku.
Prowadzi również misje ludowe i rekolekcje, głównie na terenie Polski.